# Zarudnivka, Romnî
Zarudnivka (în ucraineană Заруднівка) este un sat în comuna Hlînsk din raionul Romnî, regiunea Sumî, Ucraina.

## Demografie
Componența lingvistică a localității Zarudnivka
     Ucraineană (100%)
Conform recensământului din 2001, toată populația localității Zarudnivka era vorbitoare de ucraineană (100%).